# Theridion kollari
Theridion kollari là một loài nhện trong họ Theridiidae.
Loài này thuộc chi Theridion. Theridion kollari được Carl Ludwig Doleschall miêu tả năm 1852.